# Acanthagrion phallicorne
Acanthagrion phallicorne – gatunek ważki z rodziny łątkowatych (Coenagrionidae). Występuje  w  Ameryce Południowej.